# Zambia na Letnich Igrzyskach Olimpijskich 1980
Zambię na XXIII Letnich Igrzyskach Olimpijskich reprezentowało 37 sportowców.
Był to 4. (w tym raz jako Rodezja Północna) start Zambii na letnich igrzyskach olimpijskich.

## Skład kadry

### Boks
- Webbyego Mwangu - waga musza - 9. miejsce
- Lucky Mutale - waga kogucia - 17. miejsce
- Winifred Kabunda - waga piórkowa - 5. miejsce
- Blackson Siukoko - waga lekka - 9. miejsce
- Teddy Makofi - waga lekkopółśrednia - 17. miejsce
- Peter Talanti - waga półśrednia - 9. miejsce
- Wilson Kaoma - waga lekkośrednia - 5. miejsce
- Enock Chama - waga średnia - 9. miejsce

### Lekkoatletyka
Mężczyźni
- Charles Kachenjela - 100 metrów - odpadł w eliminacjach
- Alston Muziyo - 200 metrów - odpadł w eliminacjach
- Charles Lupiya - 400 metrów - odpadł w ćwierćfinałach
- Archfell Musango

800 metrów - odpadł w eliminacjach
1500 metrów - odpadł w eliminacjach
- Damiano Musonda

10 000 metrów - odpadł w eliminacjach
Maraton - 48. miejsce
- Buumba Halwand - maraton - 43. miejsce
- Patrick Chiwala - maraton - nie ukończył
- Davison Lishebo - 400 metrów przez płotki - odpadł w eliminacjach
- Charles Lupiya, Alston Muziyo, Archfell Musango, Davison Lishebo - odpadli w eliminacjach
- Bogger Mushanga - trójskok - 17. miejsce

### Judo
Mężczyźni
- Charles Chibwe - waga ekstralekka - 19. miejsce
- Francis Mwahza - waga półlekka - 19. miejsce
- George Hamaiko - waga lekka - 19. miejsce
- Henry Sichalwe - waga półśrednia - 17. miejsce
- Donald Mukahatesho - waga średnia - 9. miejsce
- Rex Chizooma - waga półciężka - 9. miejsce

### Piłka nożna
Mężczyźni
- Alex Chola, Clement Banda, Dickson Makwanza, Evans Katebe, Frederick Kashimoto, Godfrey Chitalu, Kaiser Kalambo, Milton Muke, Kenny Mwape, Moffat Sinkala, Moses Simwala, Pele Kaimaha, Stanley Tembo, Kampela Katumba - 13. miejsce